# Байройт
Байройт (нім. Bayreuth, також Байрейт[джерело?]) — місто земельного підпорядкування в Німеччині, розміщене в Землі Баварія. Є адміністративним центром округу Верхня Франконія.

## Загальні дані
Байройт знаходиться на Червоному Майні, південніше витоків Майну, між Фіхтелем та Франконською Швейцарією.
Населення Байройта становить 72 716 осіб (на 30 липня 2007 року).
Місто займає площу 66,92 км².

## Адміністративний поділ міста
Байройт складається з 39 районів:
- 1: Westliche Innenstadt
- 2: Ostliche Innenstadt/Obere Roth
- 3: Cosima-Wagner-Stra?e/ Nurnberger Stra?e/Universitatsstra?e
- 4: Sudostliche Innenstadt
- 5: Sudwestliche Innenstadt
- 6: Birken
- 7: Justus-Liebig-Stra?e/Quellhofe/Ruckertweg
- 8: Leuschnerstra?e/Ludwig-Thoma-Stra?e
- 9: Saas
- 10: Bismarckstra?e/Friedrichstra?e/Moritzhofen
- 11: Freiheitsplatz/Malerviertel
- 12. Erlanger Stra?e/Wolfsgasse
- 13: Jakobshof
- 14: Hetzennest/Braunhof/Fantaisiestra?e
- 15: Meyernberg
- 16: Nordlicher Roter Hugel
- 17: Gruner Hugel/Wendelhofen
- 18: Kreuz
- 19: Herzoghohe/Am Bauhof
- 20: Nordliche Innenstadt
- 21: Carl-Schuller-Stra?e/Burgerreuther Stra?e/Gutenbergstra?e
- 22: Gartenstadt
- 23: Burgerreuth/Gravenreutherstra?e
- 24: St. Georgen/Gruner Baum/Burg
- 25: Ostliche Hammerstatt
- 26: Westliche Hammerstatt
- 27: Bernecker Stra?e/Insel/Riedelsberg
- 28: Industriegebiete St. Georgen
- 29: St. Johannis
- 30: Neue Heimat
- 31: Oberkonnersreuth
- 32: Laineck
- 33: Westlicher Roter Hugel
- 34: Eubener Stra?e/Furtwanglerstra?e/Schupfenschlag/Hohe Warte
- 35: Seulbitz
- 36: Aichig/Grunau
- 37: Thiergarten/Destuben
- 38: Oberpreuschwitz
- 39: Wolfsbach

## Історія міста
Байройт уперше згадується 1194 року в документі єпископа Отто II Бамберзького як Баварський ви́руб.
Спочатку (наприклад, 1199 року) Байройт називали villa (село), але вже 1232 року в одному з документів його вперше названо civitas (місто).
Десь між 1200 і 1230 роками Байройт здобув права міста. До 1248 року правителями міста були графи Діссен-Андекські. Центр міста донині зберіг типову структуру баварської центральної площі: у центрі будівля муніципалітету, поблизу — церква, а на узвишші — замок.
1248 року місто перейшло у власність до бургграфа Фрідріха III, ставши частиною держави, якою володіла франконська гілка династії гогенцоллернів. 1361 року імператор Карл IV надав право карбування монет бургграфові Фрідріху V для міст Байройт і Кульмбах.
1421 року Байройт уперше з'являється на географічній карті. Після поділу держави, Байройт стає частиною графства Кульмбах. Місто кілька раз страждало від епідемій чуми і війн, а 1430 року його було зруйновано внаслідок гуситських війн. Ще 1528 року (за 10 років до початку реформації) правителі франконських маркграфських областей долучилися до лютеранської віри.
1605 року з необережності виникла велика пожежа, яка знищила 137 із 251 міських будинків. 1620 року лютувала чума, а в 1621 році сталася ще одна велика пожежа.
Поворотним пунктом в історії міста став 1603 рік, коли маркграф Кульмбаха (Бранденбург-Кульмбах) Крістіан вирішив перенести свою резиденцію до Байройта. Будівництво нової столиці припинялося через тридцатирічну війну, однак пізніше життя в місті повернулося до нормального і було зведено чимало будинків у стилі бароко.
«Золоте століття» Байройта настало під час правління маркграфині Вільгельміни, старшої дочки пруського короля Фрідріха Вільгельма I і сестри Фрідріха Великого. Вона побудувала кілька парків і замків, які збереглися донині і визначають вигляд міста. Також за її правління було збудовано Маркграфський оперний палац — одну з найвідоміших будівель у стилі бароко, які збереглися.
1769 року, не лишивши спадкоємця, помер останній маркграф князівства Байройт, і місто-державу було анексовано прилеглим князівством Ансбах. Байройт перестає бути столицею. Невдовзі після цього місто і його околиці стають провінцією Пруського королівства (1792), потім Франції (1806) і, нарешті, Баварії (1810).
1872 року до міста переїхав композитор Ріхард Вагнер, який тут зумів здійснити мрію: побудувати грандіозний оперний театр саме для демонстрації головного твору свого життя — «Кільце Нібелунга».
Під час Другої Світової війни місто вважали одним із осередків ідеології нацизму завдяки особливій увазі Гітлера до фестивалів Вагнера, які тут відбувалися.

## Табір переміщених осіб «Леопольд-Казерне»
Після Другої світової війни в Байройті існував табір переміщених осіб «Леопольд-Казерне» (нім. Leopold Kaserne), в якому перебувало 1900 українців. Комендант табору — д-р Ценко Микола. Енциклопедія українознавства уточнює, що в таборі були інтерновані члени УНРРА-ІРО, чисельність яких коливалась від 500 до 4 000 осіб у 1945—1949 рр..
1945 року у таборовій гімназії засновано хор. Теорію музики викладав професор і композитор Недільський Іван, а керувала хором професор Огроднік-Жилава Анастазія. На запрошення Міського хору Байройта декілька гімназійних хористів, головним чином басів, заспівали в славному «Фестшпільгаузі» Ріхарда Ваґнера, щоб підсилити виступ хору.
Діяло спортивне товариство УСТ Дніпро (Байройт).

## Наука та освіта
Значним поштовхом до розвитку міста стало відкриття тут у 1975 році Байройтського університету. На 6-ти його факультетах 2009 року навчалося понад 9000 студентів.

## Культура
Байройт відомий багатим культурним життям:
- працюють 2 оперні театри — Байройтський театр і Маркграфський оперний театр;
- насамперед місто відоме у Німеччині та за її межами завдяки щорічному «Вагнерівському музичному фестивалю», який відбувається у приміщені Байройтського театру. Раз на рік виконується лише музика Вагнера, здебільшого його опери, що тривають декілька годин. На фестиваль з'їжджається патріотично-орієнтована публіка, відомі представники політичної еліти. Квитки на концерти пересічним слухачам доводиться замовляти за 10 і більше років наперед.

## Відомі персоналії
- 25 грудня 1799 року в Байройті народився художник Август Рідель;
- Ріхард Вагнер провів останні роки свого життя в Байройті;
- уродженцем міста є Макс Зенґер (1853—1903) — німецький лікар-акушер;
- 18 серпня 1945 року в Байройті народилася Марія Цісик (англ. Maria Christina Cisyk, 1945 — 2003) — американська піаністка, директор консерваторії в Сан-Франциско, керівник майстер-класів у Карнегі-холі[6][7];
- Йозеф Штіґлер (1899—1982) — німецький офіцер, штурмбанфюрер СС, народився в Байройті.

## Галерея

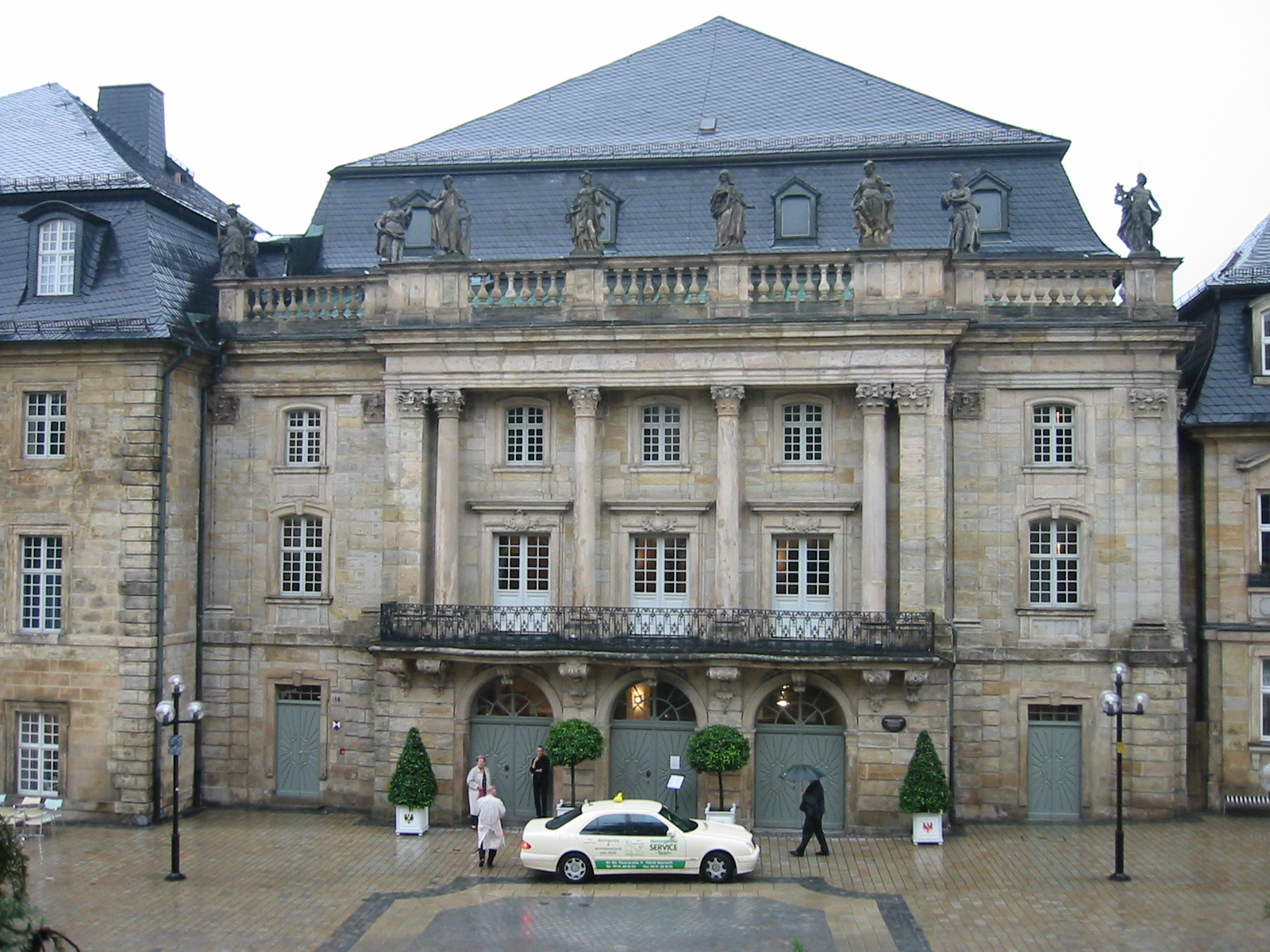
Маркграфський оперний театр
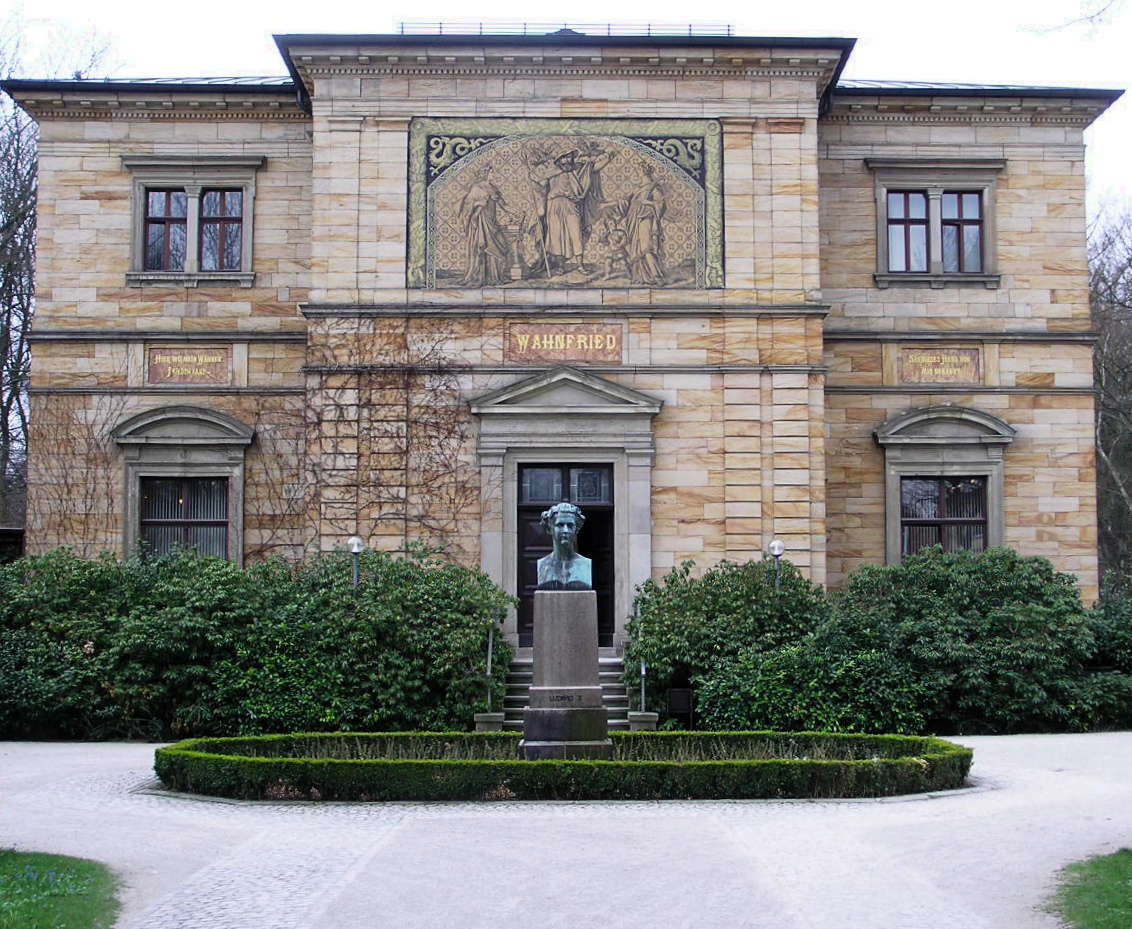
Дім Вагнера
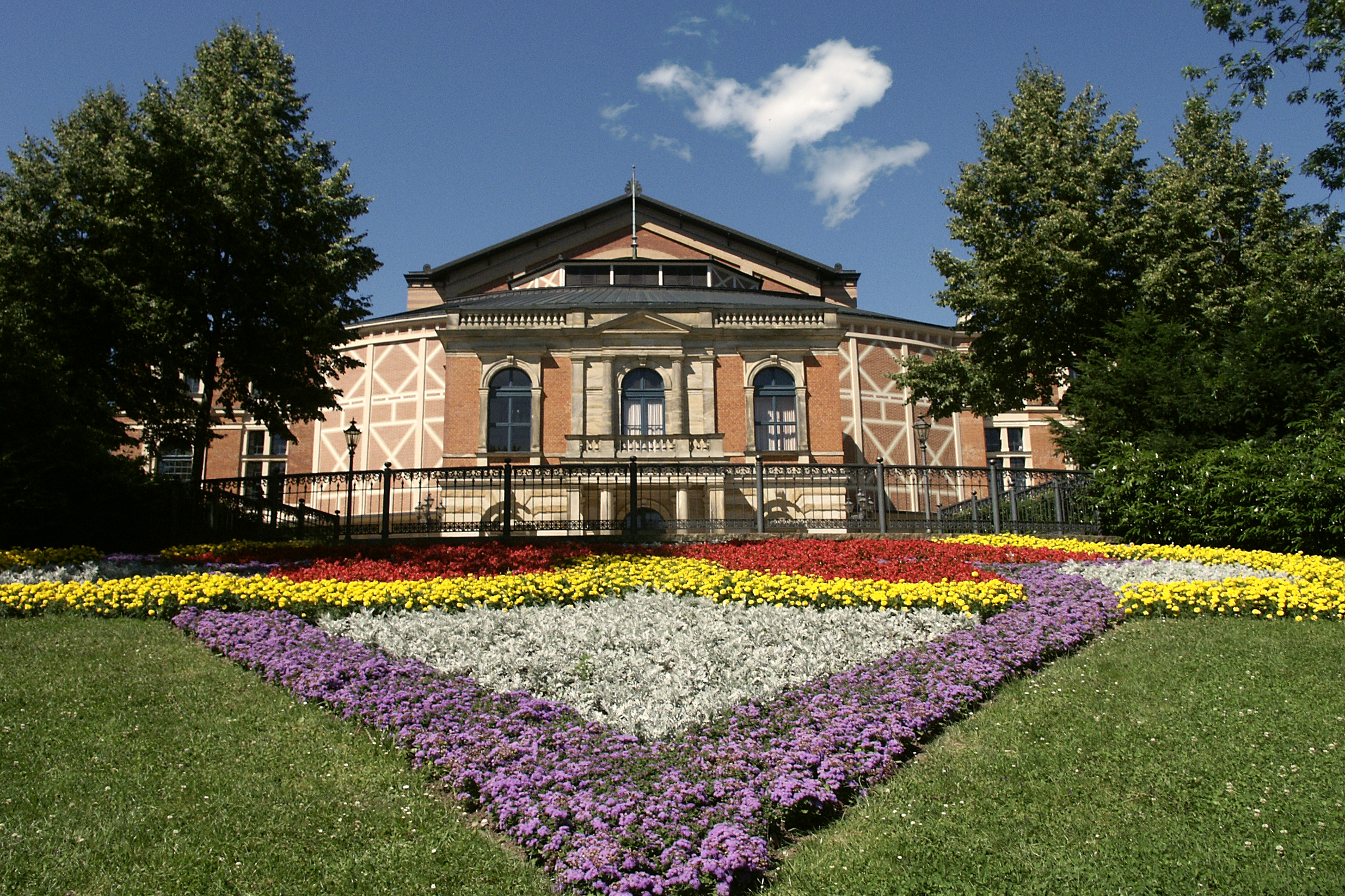
Байройтський театр, місце проведення Байройтського фестивалю
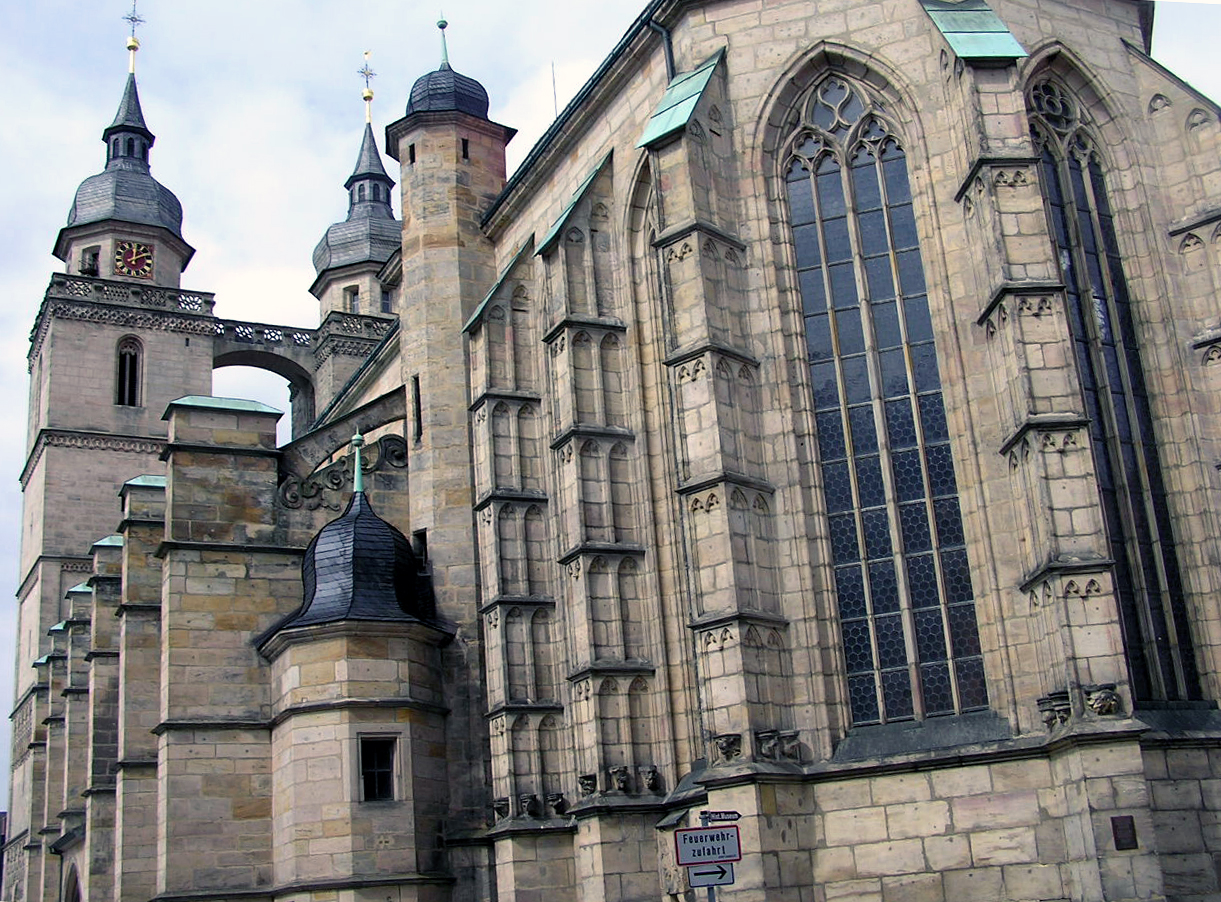
Міська церква
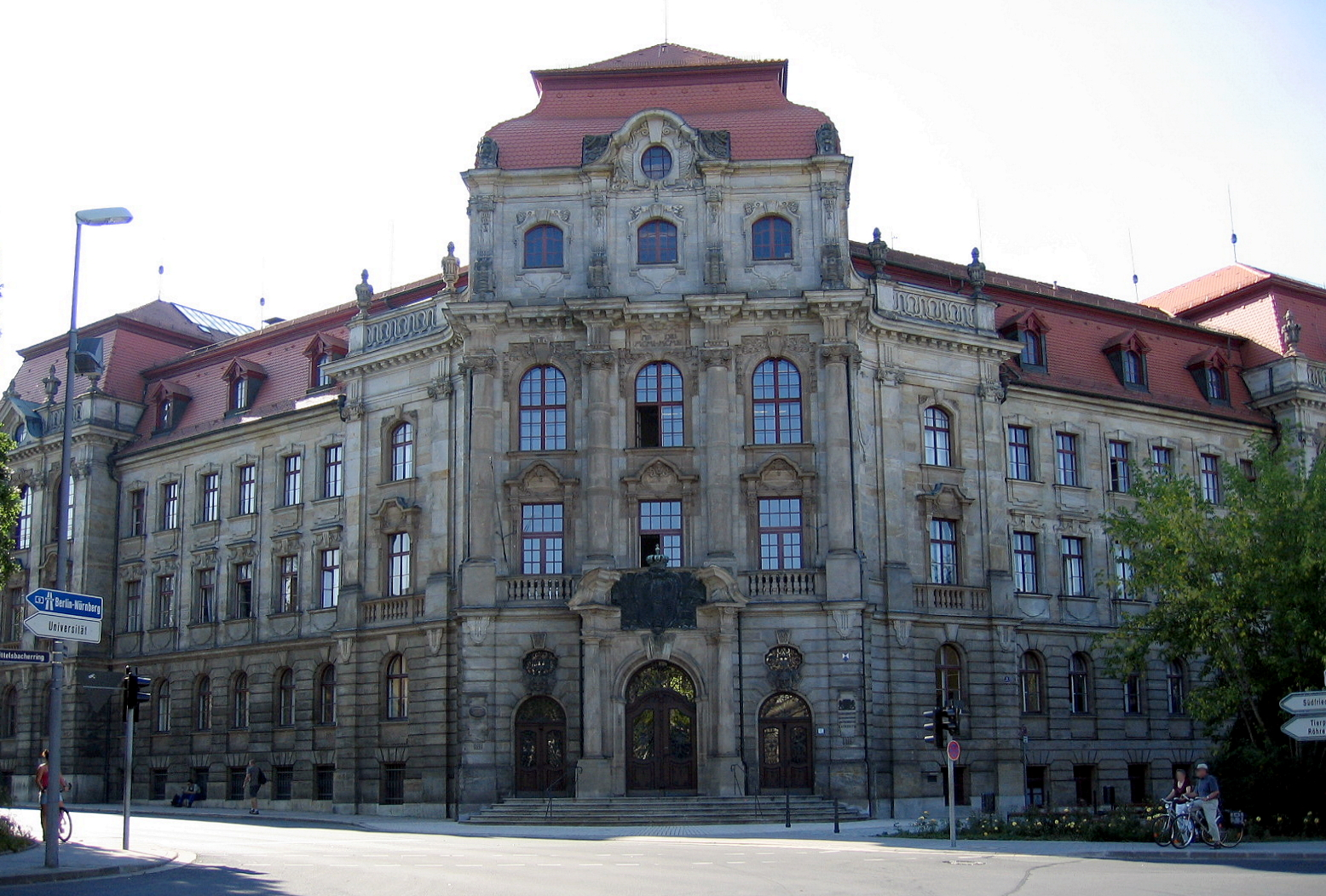
Палац правосуддя

## Міста-побратими
- Франція — Ансі (фр. Annecy)
- США — Лексингтон (англ. Lexington)
- Німеччина — Рудольштадт (нім. Rudolstadt)
- Італія — Спеція (італ. La Spezia)